# 銀荊的告白
《銀荊的告白》（日语：ミモザの告白）是日本作家八目迷撰寫，以跨性別者為題材的輕小說。2021年7月至2024年6月於小學館旗下《GAGAGA文庫》出版書籍，由KUKKA擔綱插畫。繁體中文版由東立出版社代理。
本作於《這本輕小說真厲害！2022》獲得文庫類別第4名、新作類別第2名。小說第1卷已兩度再版。

## 故事概要
紙木咲馬和槻木汐這兩個男孩子自幼相識，在上高中後開始疏遠。汐是個完美的美少年，學業和運動都很優秀，人緣好，受女生歡迎。咲馬有感自己遠不如汐，個性變得很彆扭。
某一天，他偶然跟班上的寵兒星原夏希交談，得知夏希跟自己一樣也喜歡看小說，獲得她的電子郵箱地址，並在這次接觸後發現自己喜歡上她。在那晚，咲馬跟夏希互通幾封郵件後，心情雀躍不已，決定出門散步冷靜一下。殊不知，他在公園遇到裝着女裝校服的汐正在哭泣。汐在見到咲馬後，馬上吐了起來，然後跑着離開。
這之後，汐好幾天沒有上學。到了第十天，汐終於再次上學。他穿着女裝校服，在全班面前坦白：「我從出生到現在，其實對自己的性別有疑問」，「從今天起會作為女生生活下去」。

## 登場人物
紙木咲馬
本作主角。汐的總角之交，男性。椿岡高中二年級學生，與汐同班。喜歡夏希。不滿於自己居住的小鎮。
槻木汐
本作主角。咲馬的青梅竹馬，日本和俄羅斯混血男性。喜歡咲馬。有性別不一致，在被咲馬看到自己穿上妹妹的校服後，下定決心作為女性生活。
星原夏希
開朗活潑的少女，與咲馬和汐同班。喜歡男裝時的汐。

## 創作
作者八目迷一開始有撰寫此類作品的想法，但礙於題材比較敏感而未下筆。但他在看過短篇電影《長壽花，我和她》後受到的深刻影響下，提出企劃並撰寫了這部作品。此外，漫畫《當男孩遇上瑪麗亞》（ボーイミーツマリア）對作品中的角色塑造也有重大影響。
本作故事背景設定在仍使用支援紅外通訊的手機交換電子郵箱地址的時代，地點坐落在偏僻封閉的鄉間小鎮。作者在採訪中表示他曾經的居住地與故事背景相似，比較容易寫出「解析度更高」的作品，才以此作為故事的舞台。而在這樣的故事背景下，該地居民對性別了解甚少，且存在對特定性別的歧視與偏見，並在介紹跨性別主角槻木汐的過程中突出認知的扭曲，讓讀者意識到任何人都可能被歧視。

## 出版書籍
2021年7月21日起於小學館旗下《GAGAGA文庫》出版書籍，KUKKA擔綱插畫。繁體中文版由東立出版社代理，於2022年6月9日出版。陆版由华文天下懒漫社引进。
| 卷數 | 小學館         | 小學館                 | 東立出版社    | 東立出版社                           |
| 卷數 | 發售日期       | ISBN                   | 發售日期      | ISBN                                 |
| ---- | -------------- | ---------------------- | ------------- | ------------------------------------ |
| 1    | 2021年7月21日  | ISBN 978-4-09-453018-6 | 2022年6月9日  | ISBN 978-957-269-411-4（首刷限定版） |
| 2    | 2022年1月18日  | ISBN 978-4-09-453047-6 | 2023年1月9日  | ISBN 978-626-347-843-5               |
| 3    | 2022年12月20日 | ISBN 978-4-09-453104-6 | 2023年6月1日  | ISBN 978-626-360-894-8               |
| 4    | 2023年12月18日 | ISBN 978-4-09-453139-8 | 2024年5月6日  | ISBN 978-626-020-792-2               |
| 5    | 2024年6月18日  | ISBN 978-4-09-453192-3 | 2024年10月7日 | ISBN 978-626-022-548-3               |

## 評價
書評家兼作家谷口隆一（タニグチリウイチ）在對《這本輕小說真厲害！2022》得獎作品的評論中提到，故事中的主角槻木汐在試圖面對性別不一致時受到的嚴厲目光，揭示了人們對LGBTQ的認識並無實質進展。谷口隆一也表示對作者嘗試以積極態度撰寫敏感題材輕小說的支持。

## 外部連結
- 作者八目迷的X（前Twitter）（日語）